# Abszolút fényesség
| Égitest                                 | Abszolút fényesség (M) |
| Üstökösök                               | Üstökösök              |
| --------------------------------------- | ---------------------- |
| Hale–Bopp-üstökös                       | -1,3                   |
| Bolygók                                 |                        |
| Ceres, törpebolygó                      | +3,34                  |
| Csillagok és extragalaktikus objektumok |                        |
| Nap, csillag                            | +4,83                  |
| Szíriusz, csillag                       | +1,45                  |
| Betelgeuze, csillag                     | -5,60                  |
| RR Lyrae típusú változócsillag          | 0,00                   |
| Rigel, csillag                          | -7,00                  |
| Deneb, csillag                          | -7,20                  |
| Nóva                                    | -7,50 – -8,80          |
| LBV 1806-20, fényes kék változócsillag  | -14,20                 |
| Ia típusú szupernóva                    | -19,30                 |
| Tejútrendszer                           | -20,50                 |
| Messier 87 óriás elliptikus galaxis     | -22,00                 |
| Átlagos kvazár                          | -25,50                 |
| 3C 273 kvazár                           | -26,70                 |

Az abszolút fényesség (M) egy égitest fényessége meghatározott távolságból nézve, melyet magnitúdóban mérünk. (A fényesség annál nagyobb, minél kisebb számértékű).

## Meghatározás
Csillagok és galaxisok esetén azt mutatja meg, hogy 10 parszek távolságból milyen fényesnek látnánk, bolygók és más naprendszerbeli égitestek esetén pedig azt, hogy milyen fényesnek látnánk, ha a Földtől és a Naptól is 1 csillagászati egység (CsE) távolságra lenne.
Mivel az abszolút fényességet a látszólagosból számítjuk, és ebből többféle is van (lásd Égitestek fényessége), ezt alsó indexben vagy szövegesen meg kell adni, mert esetenként nagyon eltérő is lehet. Így a Nap abszolút magnitúdója +4,83 a V (sárga) sávban  és +5,48 a B (kék) sávban.
A csillagok abszolút fényessége -10M és 17M között mozog, a galaxisok abszolút fényességének értéke sokkal kisebb, mert fényesebbek, például az M87 elliptikus galaxis abszolút fényessége -22M.

## Kiszámítása
Az abszolút fényesség számított mennyiség:
{\displaystyle M=m+5-5\lg {r}\!\,}
ahol M az abszolút fényesség, m a látszólagos fényesség (mindkettő magnitúdóban) és r a csillag távolsága parszekben.
Amennyiben szükséges a csillagközi fényelnyelést figyelembe venni, akkor:
{\displaystyle M=m+5-5\lg {r}\!-Ar\,}
ahol A a csillagközi fényelnyelés értéke. A Galaxis fősíkjában A=1 m/kpc, a galaktikus pólusok irányában azonban már csak A=0,1 m/kpc. A értéke erősen irányfüggő.